# آسن نیکولوف
آسن نیکولوف (بلغاری: Асен Николов؛ زادهٔ ۵ اوت ۱۹۷۶) بازیکن فوتبال اهل بلغارستان است.
از باشگاه‌هایی که در آن بازی کرده‌است می‌توان به باشگاه فوتبال لفسکی صوفیه، باشگاه فوتبال باکو، باشگاه فوتبال پارتیزان، باشگاه فوتبال توران توووز، و باشگاه فوتبال قبله اشاره کرد.
وی همچنین در تیم ملی فوتبال بلغارستان بازی کرده‌است.